# Richard Mund
Richard Mund (* 19. Januar 1885 in Ramstein (Pfalz); † 6. Dezember 1968 in München) war ein deutscher Kunstmaler des Spätimpressionismus. 

## Leben
Er studierte in München Kunstgeschichte, Anatomie und Malerei. 1908 wurde er Schüler von Franz von Stuck und Gabriel von Hackl an der Akademie der Bildenden Künste München. Zwischenzeitlich wohnte er in Edenkoben, bevor er nach München zurückkehrte und 1913 eine Stelle als Zeichenlehrer am Kadettenkorps antrat. Daneben leitete er eine Abendaktschule. Ab 1920 unterrichtete er als Lehrer für Bildende Kunst (Studienrat bzw. Studienprofessor) am Maximiliansgymnasium in München-Schwabing.
Mund war erster Vorsitzender des bayerischen „Landesverbandes der Lehrer für Zeichen und Kunstunterricht an den höheren Lehranstalten“. Er setzte sich für eine Erneuerung des bayrischen Lehrplans ein und publizierte ab 1929 diesbezügliche Beiträge in verschiedenen Fachzeitschriften wie Kunst und Jugend. Neben Gustav Kolb gehörte er zu den vehementesten Kritikern der Theorie der Bildenden Kunst von Gustaf Britsch und Egon Kornmann. Deren Ausformulierung durch Kornmann und Auslegung durch die Nationalsozialisten stuften sie als Versuch ein, eine dogmatische Kunsterziehung und unpädagogische Zeichenunterrichtmethode einzuführen, der unbedingt zu stoppen sei. Aufgrund des politischen Drucks zog sich Mund aber schließlich aus der kunsttheoretischen Diskussion zurück. 1933 weigerte er sich, in die Reichskunstkammer und NSDAP einzutreten, woraufhin letztere ihm ein Ausstellungsverbot erteilte.
1944 wurden durch einen Bombeneinschlag in seinem Atelier und seiner Wohnung viele seiner Bilder zerstört. 1968 starb Richard Mund im Alter von 83 Jahren in München. Er wurde auf dem dortigen Nordfriedhof begraben.

## Ausstellung
- 2009: Wiederentdeckungen, Ölgemälde, Aquarelle, Zeichnungen, Museum Strieffler-Haus, Landau/Pfalz